# Alessandra Locatelli
Alessandra Locatelli (n. 24 septembrie 1976, Como, Lombardia, Italia) este o politiciană italiană.